# Савезнички рат (91—88. п. н. е.)
Савезнички рат, такође познат као Италијански рат, Рат Савезника или Марсијски рат био је оружани сукоб који се између 91. и 88. п. н. е. водио између Римске републике на једној и бројних италијанских градова-држава, дотада везаних уз Рим односом савезништва, на другој страни. Повод за избијање рата је било одбијање Рима да грађанима вишевјековним савезницима да римско држављанство, а што је довело до масовне побуне против Рима и настојања да се створи алтернатива римској држави. Након низа почетних неуспјеха Рим је успио однијети војничку побједу, али је послије сукоба био присиљен постепено прихватити побуњеничке захтјеве.

## Савезничко питање
Као народни трибун за 91. п. н. е. је изабран Марко Ливије Друз из рода Ливијеваца. Иако је био близак оптиматима, противио се владајућој сенаторској олигархији, па га многи пореде са Тиберијем и Гајом Грахом, противницима свога оца. Да би на неки начин ограничио сенаторску и власт витезова-публикана и да би придобио подршку народа и савезника поднео је следеће законске пројекте:
- – законски предлог да се судови за изнуђивање које је 104. године Глауција пренео на витезове, пренесу поново на сенат. Желео је да ограничи власт витезова у судским комисијама, јер су почели да показују приличну самовољу осуђујући поштене управнике провинција који нису одговарали зеленашким интересима публикана (осуђен Публије Рутилије Руф, легат у Азији). Прописао је ислеђивање због корупције и сената и витезова.
- – проширење јефтине продаје жита.
- – оснивање нових насеобина у Италији и на Сицилији.
- - закон о додели права грађанства римским савезницима, који су раније предлагали Гај Грах и Фулвије Флак и главама платили за то. Још 125. године п. н. е. као конзул Фулвије Флак је предложио закон којим ће се Латинима дати римско грађанско право под условом да се трајно населе у Рим и да у месту из кога потичу оставе једног сина. Закон је подразумевао и доделу латинског грађанског права савезницима, али није усвојен јер је Флак послат у рат у Галију.

Странци нису имали грађанска права, али су имали обавезу давања копнене војске и флоте - socii navales. Они који су имали статус савезника уживали су извесну аутономију, али нису смели да воде спољну политику без одобрења Рима. Заједно са Римљанима су учествовали у походима, али су изузимани из подела земљишта које су спроводила браћа Грах. Сами Италици нису били никаква конкуренција римским витезовима који су уживали разне привилегије. Читава ситуација је изазивала незадовољство савезника који су са Друздом створили тајни савез. Друзд је наложио хапшење противника своје политике конзула Луција Марција Филипа, а народна скупштина је изгласала закон о савезницима. Сенат није прихватио закон, укинуо га је ослободио конзула Марција Филипа, а Друзд је убијен од стране завереника.

## Савезнички рат
Неуспех Друздове савезничке реформе и његова смрт довели су со устанка савезника, познатог као Савезнички рат. У појединим изворима срећу се називи као што су Bellum Mariscium и Bellum Italicum. Од II века н. е. користи се израз Савезнички рат, мада се нису сва савезничка племена побунила против Рима. Најпре су савезнички градови само склопили тајне савезе и како би једни другима загарантовали верност, размењивали су таоце. За једну такву размену у граду Аускулу сазнао је и римски проконзул Сервилије. Када се томе покушао успротивити, убијен је. Сви Римљани који су се тада налазили у Аускулу, такође су убијени, а њихова имовина је конфискова. Овај догађај је подстакао устанак. Осам племена која су чинила језгро побуне била су: Мрси, Плеини, Вестини, Самнити, Маруцини, Пицентини, Френтини и Хирпини (Апијан помиње и Помпејане, Венусине, Апулце и Лукане). Устанак се распламсавао у области средње Италије, на простору Самнија и Пиценијума. Временом са првим успесима устаника побуна се ширила. Уз Римљане верни су остали: Латини, Умбри и Етрурци. Латини нису имали разлога да учествују у овом рату јер су већ имали латинско грађанско право. У случају да су желели римско грађанско право било је довољно да се преселе у Рим. Странци, тзв. Перегрини су ти који су се побунили. Постоји вероватноћа да су апетити устаника били већи од добијања римског грађанског права, већ да су желели државу. Ова претпоставка се изводи на основу чињенице да су побуњеници ковали свој новац, који је пронађен археолошким ископавањима, а ковање новца у извесном смислу означава и један вид аутономије.
Центар савезничке војске био је у граду Корфиниј. Савезници су се организовали институционално по угледу на римску државу, тако да је на челу био сенат од 500 чланова, 12 претора и 2 конзула. Као и у Риму војском су командовали конзули који су под својом влашћу имали по 6 претота. 90. године п. н. е. конзули савезничке војске су били Марс Квинт Помпедије Силон и Самнит Гај Папије Мутул. Територија је подељена на јужни и северни фронт. Помпедије је предводио војску на североистоку док је други конзул био на југу.
Римска војска је била сачињена од Нумиђана, трупа из Иберије и Галије, савезника који нису били у побуни и римских војника. 90. године конзули у римској војсци су били Публије Рутилије Лупус и Луције Јулије Цезар.
На јужном фронту устаници су заузели јужни и централни део Кампаније. Устанак је захватио и простор Апулије и Луканије. Једина латинска колонија која се побунила против Рима је била Венусија на путу Виа Апија. Према Апијановом сведочењу, на северном фронту се догодила велика битка на реци Лири. Међутим како су устаници покушавали да освоје колоније на путу Виа Валериа, а како се ова река не налази близу пута, постоји податак који нам преноси Орозије да се битка водила на реци Толенсус коју пресеца овај пут. У овом сукобу Римљани су изгубили конзула Лупуса, али је Гај Марије који је раније изабран за легата заједно са Помпејем Страбоном и Сулом, успео извојевати победу над Марсима и преузети војску на северу. Гнеј Помпеј Страбон је заповедао војском у Пиценију где је и сам имао земљу у личном поседу. Помпеј је 90/89. године опседао побуњени Аскулум.
Прва година рата је савезницима донела успехе и постојала је опасност од ширења устанка. У Етрурији и Умбрији је конзул Јулије предложио да сви они који нису у побуни добију римско грађанско право.
Године 89. п. н. е. рат је настављен. Римски конзули за ову годину су били Порције Катон и Помпеј Страбон. Катон је погинуо код Фуцинског језера на територији Марса (на основу фрагмената из Сисенине историје) и војску је преузео Помпеј. Он је на северном фронту успео да победи Марсе, Маруцине и Вестине. Савезничка војска је свој центар полако спуштала према југу у Самијум. На јужном фронту римском војском је заповедао Сула. 89. године побуне на југу су јењавале и рат се приводио крају.
Исте године је донет закон Lex Plautia Papiria. Народни трибуни су били Папирије Карбон и Плауције Силван. На основу Цицерона сазнајемо да су ова два трибуна предложила да ако се сви становници италских заједница, који су у време доношења закона пребивали у Италији, у року од 60 дана појаве пред претором у Риму добијају римско грађанско право, једино су становници Трансалпинске Галије добили латинско право. Ово је допринело уједињењу и хомогенизацији Италије.
Године 88. п. н. е. остаци ратоборних савезника молили су понтског краља Митридата за помоћ. Митридат је одбио да помогне, а у међувремену су савезници изгубили најталентованије војсковође што их је натерало да положе оружје. У то време у Риму је букнуо грађански рат између Марија и Суле.